# Palacio de Justicia del Condado de Marshall (Iowa)
El Palacio de Justicia del Condado de Marshall (en inglés, Marshall County Courthouse) está ubicado en Marshalltown (Estados Unidos). El edificio actual se completó en 1886 para reemplazar un edificio anterior. El palacio de justicia es un hito dominante en el centro de Marshalltown. Fue incluido individualmente en el Registro Nacional de Lugares Históricos en 1972. En 2002 fue incluido como propiedad contribuyente en el distrito histórico del centro de Marshalltown. Es el tercer edificio que el condado ha utilizado como juzgado y negocio del condado.

## Historia

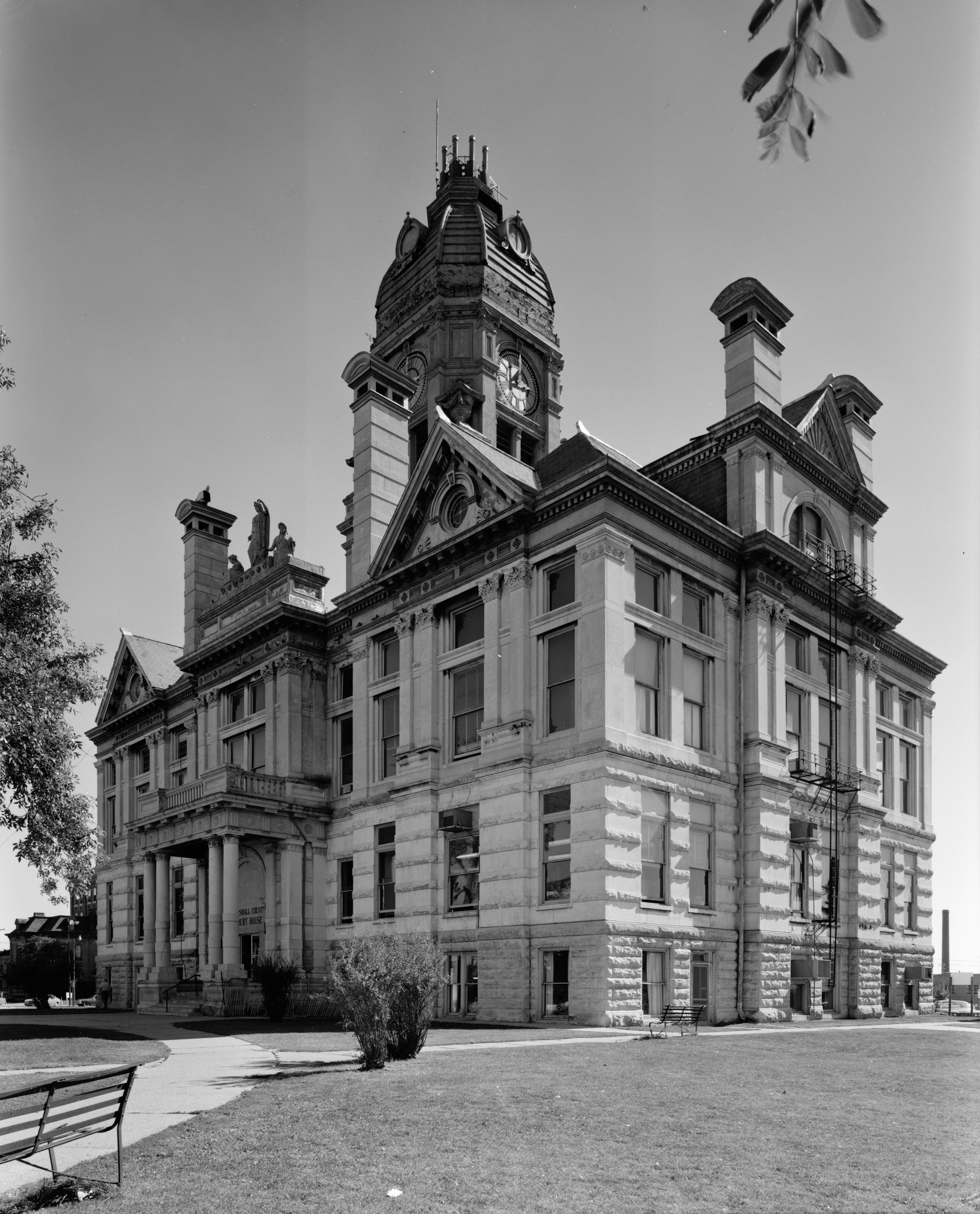
Palacio de justicia del condado de Marshall, septiembre de 1977

Inicialmente, los asuntos del condado se llevaban a cabo en las casas de los funcionarios del condado. La primera sede del condado fue Marietta, ubicada a unas pocas millas al noroeste de Marshalltown, y allí se construyó el primer palacio de justicia.  La estructura de armazón de un solo piso medía 9,8 por 6,7 m. Se vendió por 175 dólares cuando la sede del condado se mudó a Marshalltown.
Los ciudadanos de Marshall, como se llamaba entonces a la ciudad, querían que la sede del condado se trasladara allí, por lo que construyeron un juzgado de forma gratuita. El edificio de ladrillo de dos pisos con cimientos de piedra medía 18,3 por 12,2 m, y fue construido por cientos de personas de la comunidad. Fue construido frente a la plaza del pueblo en su lado este en 1858 e inaugurado en 1860. Las oficinas del condado estaban en el primer piso y la sala del tribunal en el segundo piso. A mediados de la década de 1870 estaba en mal estado. Los votantes, sin embargo, rechazaron los intentos iniciales de reemplazarlo.
En 1881, los ciudadanos del condado de Marshall votaron a favor de que se construyera un juzgado de 100 000 dólares en la plaza pública de Marshalltown, escriturada por Henry Anson. David Wood Townsend contrató y supervisó la construcción del nuevo juzgado. La piedra angular del nuevo edificio se colocó en 1884 y el nuevo palacio de justicia se inauguró en 1886.
El edificio fue diseñado por John C. Cochrane, cuya firma había diseñado el Capitolio de Iowa en Des Moines. El palacio de justicia se construyó con piedra caliza nativa sobre ladrillo. El 21 de noviembre de 1972, el edificio se colocó en el Registro Nacional de Lugares Históricos. 
En 1973, el Jefe de Bomberos del Estado ordenó que se reparara o retirara el edificio. El palacio de justicia se mantuvo en buen estado hasta la caída del mercado de 1929. Durante la Gran Depresión y los años de guerra, los contribuyentes no podían pagar las reparaciones necesarias, por lo que el edificio comenzó a deteriorarse. El Comité de Amigos del Palacio de Justicia, una organización recién formada, decidió salvar el edificio. Se llevó a cabo un referéndum y se decidió restaurar el palacio de justicia. En 1974, los votantes aprobaron una emisión de bonos por 3,2 millones de dólares para pagar la renovación. El edificio renovado se volvió a inaugurar el 19 de noviembre de 1978.
El palacio de justicia resultó dañado por un tornado el 19 de julio de 2018, que arrancó la aguja de la parte superior de la cúpula del edificio. El edificio también sufrió daños por agua debido a la tormenta. Los costos iniciales de reparación de 15,5 millones de dólare se elevaron a 30 millones en junio de 2019. Los costos aumentados incluyen mejoras al edificio más allá de las reparaciones financiadas por el seguro. La cúpula se retiró el 13 de mayo de 2019 para reparaciones y se reemplazó por un techo temporal. El 31 de marzo de 2020, se colocó una nueva cúpula.

## Arquitectura
La estructura de piedra caliza de dos pisos y medio está construida sobre un sótano elevado de piedra rústica. El pabellón central se proyecta desde la fachada principal y se extiende más allá de la línea del techo con tres estatuas en la parte superior. Un pórtico con cuatro columnas se eleva a un balcón en el segundo piso en la fachada norte. Las buhardillas de pared con frontón rodean el edificio en la línea del techo. Un techo a cuatro aguas remata la estructura. En el centro hay una alta torre cuadrada de piedra caliza con un reloj, una cúpula y una pequeña cúpula en la parte superior. Se eleva a una altura de 53 m El interior presenta una rotonda con cúpula, columnas, pisos de terrazo y carpintería tallada. El palacio de justicia está situado en el centro de la plaza del pueblo.